# Cristian Zuzunaga
Cristian Zuzunaga (* 1978 in Barcelona, Spanien) ist ein spanischer Textildesigner und Künstler.

## Leben und Werk
Zuzunaga studierte zunächst Typografie und Grafikdesign am London College of Communication. Später beendete er mit einem Masterabschluss (M.A) seine akademische Ausbildung am Royal College of Art. Seine bisherigen Arbeiten umfassen unter anderem Fotografien, Skulpturen und Drucke. International größere Aufmerksamkeit erlangte er aber in erster Linie durch seine Entwürfe im Bereich des Textildesigns.

## Preise und Auszeichnungen
- 2012 Les Découvertes Award Maison & Objet (Paris)[1]
- 2014 Wallpaper Design Award (For Best Pixelation) für den Teppich „Deep Grid“, 2014[2]